# 圣胡安 (阿根廷)
圣胡安（西班牙語：San Juan）位于阿根廷西部圣胡安河畔，是圣胡安省的首府。
圣胡安是一個現代化的城市，擁有寬闊的街道，寬闊的人行道以及由運河灌溉的不同樹種的植被，形成了它的綽號綠洲城鎮。
它有重要的住宿基礎設施和交通。它突出了現代建築和周圍環境，並興建了水庫和Ullum水壩，溫泉，博物館，大型種植園和各種農業，葡萄酒是當地最重要的產業之一。